# 宝宁条约
《宝宁条约》是1855年4月18日英国与暹罗王国之间签订的條約，旨在令暹罗对外贸易自由化。
签订条约的是五位暹罗全权代表、香港总督及英国全权公使约翰·宝宁爵士。
之前在1826年，暹罗与英国间曾签订过另一份条约——伯尼條約，而这份新条约详尽阐述了贸易的规则与规章，并通过创建一个新的进出口系统而使贸易自由化。
这份条约允许曼谷的外国人进行自由贸易，而对外贸易在之前曾是从重征收的皇家税务課稅对象。这份条约还允许了英国在曼谷设立领事馆，保障其完整的治外法权，并允许英国人在暹罗拥有土地。简言之，其规章为：
1. 置英国国民于领事裁判权之下。由此，暹罗首次授予了外国侨民治外法权。
2. 給予英国国民在所有海港自由贸易以及永久居住于曼谷的权利。他们獲准购买与租用曼谷附近地方的房地产；即距离城墙四英里以上，但是在距离城市二十四小时行程以下（以本地的小船的速度而算）的地区。英国国民还獲准凭领事提供的通行证而自由旅行于暹罗内地。
3. 廢除计量税，修訂进出口税。
  1. 几乎所有商品的进口税都修订为百分之三，只有两项例外：鸦片免税，但是它们不得售卖给鸦片农场经营者；金银锭也免税。
  2. 无论该税是叫国内税、运输税，或出口税，出口商品只征一次税。
4. 允許英国商人与暹罗人个体进行直接买卖，任何第三人不得干扰。
5. 无论盐、米、鱼在什么时候被认为是稀有物品，暹罗政府都保留禁止这些商品出口的权利。[3]

尽管这份条约在官方说法上是一份友好与商贸条约，然而它却被宣称为是一份不平等条约，这是因为考虑到英国已在与中国的第一次鸦片战争期间证实了它的武力，暹罗因此打消了任何阻止西方贸易的企图。而在五年前，砂拉越的白人拉者及英国全权公使詹姆斯·布鲁克爵士与暹罗国王喃格劳谈判失败，导致了布鲁克以英国的“炮舰政策”来威胁暹罗。这样的事实进一步加剧了暹罗的恐惧。因此对于这份条约的签订，暹罗并未处在一个谈判的位置上。
《宝宁条约》也最终导致了其他的外国势力来以它设置的规则为基础，签订他们自己的双边条约。比如，美国外交使节汤森·哈里斯在去日本时，曾在曼谷延迟了一个月。这是因为《宝宁条约》正好完稿了。而之后他只在一些小问题上进行了谈判，就将这份条约转换为了《1856年美暹亲善、商贸及航海条约》。
《宝宁条约》特别保证了外国势力不会干涉暹罗的国内事务，并允许暹罗继续保持独立。现在，《宝宁条约》被认为具有导致了曼谷的经济的发展的成就，因为它创造了一种能让多边贸易在东南亚自由运作的构架，这样的贸易尤以中国、新加坡及暹罗间的为显著。

## 英文维基文库链接
- 收录于英文维基文库的条约原文：宝宁条约（页面存档备份，存于）